# Nichifor Crainic
Nichifor Crainic, pseudonimo di Ion Dobre, (Distretto di Giurgiu, 22 dicembre 1889 – Distretto di Ilfov, 20 agosto 1972) è stato un filosofo, giornalista e politico rumeno.
Nichifor Crainic è stato un ideologo razzista, fascista, antisemita e un politico di estrema destra.
Nel 1940 fu eletto membro dell'Accademia romena; occupò il posto lasciato vacante in seguito alla morte di Octavian Goga.

## Biografia
Nichifor Crainic nacque a Bulbucata, un comune nel Distretto di Giurgiu. Dal 1904 al 1912 studiò teologia al Seminario Centrale e poi, tra il 1912 e il 1916, alla Facoltà di Teologia a Bucarest. Durante il periodo universitario fu un cantante nella chiesa di Zlătari. Dopo aver completato gli studi, il suo desiderio era quello di diventare sacerdote di questa chiesa ma, sebbene fosse sostenuto da Constantin Nazarie, il padre, da Gala Galaction, Nicolae Iorga e Ion Duca, il metropolita Conon Arămescu-Donici rifiutò la nomina. Nel 1916 sposò la cognata di Nicolae Băculescu, suo buon amico.
Dopo l'entrata in guerra della Romania, chiese volontariamente di essere mandato al fronte ma questa richiesta venne rifiutata. Poco prima dell'occupazione della capitale da parte delle truppe delle Potenze Centrali, fu arruolato e inserito nella Seconda Compagnia Sanitaria. Si rifugiò in Moldova, stando di stanza nel villaggio di Simila, dopodiché arrivò a Iași nell'inverno del 1917, colpito da una doppia polmonite. Dopo la convalescenza fu assegnato all'ospedale militare di Iași. Durante questo periodo scrisse gratuitamente sulla rivista Neamul românesc di Nicolae Iorga.
Dopo il divorzio e le divergenze con Ștefan Zăvoianu, il nuovo direttore della testata Dacia, sollecitato da Lucian Blaga partì per Vienna. Qui si iscrisse alla Facoltà di Filosofia nell'anno accademico 1920-1921. In questo stesso periodo incontrò Aglae, una studentessa di medicina, con la quale si sposò. Nel maggio 1921 nacque Furtuna Ioana, sua unica figlia.
Rimase a Vienna fino al giugno 1922 per la fine del tirocinio della durata di quattro semestri. Vienna divenne lo spazio necessario per la creazione della dimensione mistica che caratterizzò il suo lavoro di insegnante e le sue pubblicazioni. Sempre a Vienna conseguì il dottorato in filosofia. Successivamente lavorò come professore di teologia presso il Seminario Teologico di Bucarest e la Facoltà di Teologia di Chișinău. Fu il creatore del gândirism, corrente ideologica del XX secolo incentrata sull'ortodossia e il nazionalismo.

### Attività letteraria
Crainic fece il suo debutto come poeta nel 1906, quando era studente in seminario. La poesia in questione era La horă e venne pubblicata sulla rivista scolastica Spre lumină, dove firmò con il suo vero nome, Ion Dobre.
Collaborò a diverse pubblicazioni, tra cui Sfarmă-Piatră e Buna Vestire. Fu il direttore della rivista Flamura e, dopo il trasferimento da Cluj a Bucarest della rivista Gândirea, una delle più importanti riviste letterarie del periodo interbellico, ne subentrò alla direzione diventandone il mentore e iniziatore del gândirism. Numerosi articoli e saggi programmatici apparsi su Gândirea definiranno l'orientamento politico nazionalista della suddetta corrente ideologica, che presenta somiglianze con il fascismo italiano. Crainic riteneva che il nazismo fosse l'opzione ideale per la Romania. Pubblicò diversi articoli nei quali lodava il regime di Benito Mussolini.Successivamente nel 1938, nell'opera Ortodoxie și etnocrație, elaborò la teoria dello stato etnocratico:
Dumitru Stăniloae lo descrisse con le seguenti parole:
Crainic, mentre era professore presso la Facoltà di Teologia dell'Università di Bucarest, sviluppò un'intera esegesi teologica per dimostrare che nel Vecchio Testamento non ci sarebbero stati ebrei, che Gesù non era ebreo e che il Talmud fu creato come arma per combattere e distruggere i cristiani.
Nel 1968 Nicolae Manolescu lo inserì in un'antologia di poesie che sarebbe dovuta essere bandita, sia per la presenza di poeti condannati nel processo ai giornalisti fascisti nel 1945, sia per la presenza di poeti in esilio (Nichifor Crainic, Radu Gyr, Aron Cotruș, Ștefan Baciu), nonché per l'assenza di scrittori proletari come Mihai Beniuc ed Eugen Jebeleanu. Questo episodio è stato riportato da Monica Lovinescu sulla rivista Destin, apparsa in Spagna, nella quale fa un'analisi delle polemiche sorte allora in Romania.

### Attività politica
Politicamente si pose all'estrema destra dello spettro politico e fu un seguace delle tendenze religiose tradizionali: sosteneva che la Romania dovesse rimanere fedele all'eredità spirituale cristiano-ortodossa. Fu un collaboratore di Ion Antonescu e uno dei principali ideologi fascisti e antisemiti rumeni. Inoltre, fu segretario generale del Ministero degli Affari Religiosi durante il governo legionario e Ministro della Propaganda durante la dittatura di Ion Antonescu.

### Attività giornalistica
Fu direttore del quotidiano nazionalista Calendarul, pubblicato a Bucarest il 25 gennaio 1932 e sospeso il 24 marzo 1932 per ordine del governo. Riapparve il 9 giugno dello stesso anno fino al 29 dicembre, quando fu nuovamente sospeso a causa di un virulento articolo di Crainic intitolato Țara regelui Wieder și a reginei Duduca e diretto contro Carlo II, Magda Lupescu e il ciambellano reale. Dopo l'assassinio del primo ministro Ion Duca Crainic venne arrestato insieme alla leadership legionaria e ad altri oppositori del regime, con l'accusa di essere stato l'istigatore morale dell'assassinio. Al processo venne assolto. Fu presidente del Consiglio di Amministrazione della Società di Radiodiffusione Rumena e della Società Radiofonica dal 16 settembre 1940 fino al febbraio 1941.

### Il processo e la fuga
Il 23 agosto 1944 venne portato al monastero di Cernica per una polmonite. Successivamente venne trasferito alla clinica di Iuliu Hațieganu a Sibiu, dalla quale fu dimesso a metà ottobre. Per una fortunata coincidenza, incontrò il sindaco di Gălănești, il quale gli procurò una carta d'identità falsa a nome di Ion Vladimir Spânu.
Si nascose in alcuni villaggi della Transilvania, nelle case dei sacerdoti che erano stati suoi studenti di teologia.
Dalla primavera del 1945 iniziarono le persecuzioni contro Nichifor Crainic.
Durante il processo al gruppo di giornalisti fascisti, composto da Nichifor Crainic, Radu Gyr, Pamfil Șeicaru e altri, il Tribunale, con la sentenza n. 2/4 del giugno 1945, lo condannò, in contumacia, all'ergastolo e al degrado civico per 10 anni.

### La detenzione e gli ultimi anni
Dopo tre anni di esilio, stanco e convinto che dopo i Trattati di Parigi il nuovo processo avrebbe portato a un giudizio diverso, il 24 maggio 1947 convinse il sacerdote Ion Sămărghițan ad annunciare al gendarme del villaggio la sua resa. Venne portato a Bucarest e successivamente fu trasferito nelle carceri di Văcărești e Jilava.
Dopo l'annullamento della sentenza del 1945 seguì il nuovo processo, interrotto bruscamente dopo l'arresto di Lucrețiu Pătrășcanu e dell'avvocato Petre Pandrea. Venne trasportato al carcere di Aiud dove fu imprigionato per 15 anni senza una sentenza del tribunale.
Con il decreto n. 293/18 dell'aprile 1962 del Consiglio di Stato, Nichifor Crainic fu graziato il 24 aprile 1962 e rilasciato due giorni dopo. Dopo la sua scarcerazione, tra il 1962 e il 1968, Nichifor Crainic scrisse per il quotidiano di propaganda comunista Glasul Patriei, curato dal Ministero dell'Interno e destinato agli intellettuali rumeni all'estero. Ne divenne redattore fino al suo pensionamento nel 1968.
Il processo al gruppo di giornalisti fascisti conclusosi nel 1945, fu riaperto su proposta della Procura Generale dopo oltre 50 anni. Furono coinvolti nel processo 14 scrittori e giornalisti. La Corte Suprema, dopo diversi dibattiti procedurali, accolse il ricorso di annullamento e l'8 maggio 1995 decise di assolvere e restituire tutti i beni alle persone coinvolte e condannate. A quel tempo c'era un solo sopravvissuto, lo scrittore Pan V. Vizirescu.
Nichifor Crainic morì il 20 agosto 1972.

## Poesia
- Șesuri natale (versi), casa editrice Ramuri, Craiova, 1916;
- Zâmbete în lacrimi (versi), "Biblioteca Scriitorilor Romani", nr. 22, casa editrice Alcalay, 1916;
- Darurile pământului (poesia), casa editrice Cartea Românească, prima edizione, Bucarest, 1920; Casa editrice Cartea Românească, 3ª edizione, 1929;
- Cântecele patriei, 1925, 1931;
- Țara de peste veac, casa editrice Cartea Românească, Bucarest, 1931;
- Șoim peste prăpastie (versi) 1962-1964, casa editrice Roza Vînturilor, Bucarest, 1990;
- Poezii alese 1914-1944, casa editrice Roza Vînturilor, Bucarest, 1990.

## Saggi
- A doua neatârnare, saggio, 1926;
- Povestiri despre bunul Dumnezeu, saggio, Bucarest, 1927.
- Sensul tradițiunii, saggio, 1929;
- Sensul teologic al frumosului, saggio, 1932;
- Mărturisire de credință, saggio, Bucarest, 1934.
- Rasă și religiune, saggio, 1935;
- Puncte cardinale în haos, saggio, prima edizione, casa editrice Cugetarea, 1934, seconda edizione, casa editrice Albatros, 1998;
- Ortodoxia, concepția noastră de viață;
- Programul statului nostru etnocratic, 1937;
- Ortodoxie și etnocrație, 1938, 1940, 1941, ripubblicato nel 1997;
- Nostalgia paradisului, saggio, prima edizione, 1939, 1940, 1994, casa editrice Moldova, 1996;
- Germania și Italia, 1943;
- Iisus, casa editrice Fratia Ortodoxa, Wiesbaden, 1956 (collana lucrătorului creștin);
- Îndreptar Ortodox, casa editrice Fratia Ortodoxa, Wiesbaden, 1957 (collana lucrătorului creștin);
- Puncte cardinale în haos (1996 e 1998);
- Dostoievski și creștinismul rus, 1998;
- Spiritualitatea poeziei românești (1998).

## Corsi
- Cursul de teologie mistică, (litografia), 1936, 1938;
- Sfințenia - împlinirea umanului, Curs de teologie mistică, 1993, 1995;
- Cursuri de mistică, casa editrice Deisis, 2010;
- Curs de istoria literaturii bisericești și religioase moderne;
- Curs de Apologetică;
- Curs de Istoria literaturii religioase moderne (litografia);
- Curs de Mistică, Dogmatică și Apologetică (litografia).

## Memorie
- Zile albe - Zile negre, memorie, Vol. I, Casa editrice Gândirea, 1991;
- Memorii, Pribeag în țara mea; Mărturii din închisoare; Memoriu: răspuns la actul meu de acuzare, vol. II, 1996;

## Pubblicazioni
- Icoanele vremii, editore H. Steinberg, Bucarest, 1919;
- Priveliști fugare: note din Transilvania, editore H. Steinberg, Bucarest, 1921;
- Teologie și filosofie, Publicistica 1922-1944, casa editrice AIUS, Craiova, 2010.

### Pubblicazioni a cui ha collaborato
- Spre lumină, rivista scolastica di Iași;
- Ramuri, a Craiova, n. VII (1912), VIII (1913), IX (1914);
- Păstorul ortodox, a Pitești;
- Junimea, nel distretto di Vâlcea tra il 1909-1910 con gli pseudonimi C., NC, N.Cr., D. Crainic;[25]
- Cultura românilor a Craiova, con il suo vero nome;
- Luceafărul a Sibiu, tra il 1919-1920, n. XIII (1914), XIV (1919);
- Viața Românească a Bucarest;
- Sămănătorul a Bucarest;
- Neamul românesc a Bucarest, tra il 1919 e il 1918, debutto come editore;
- Lumina literară a Bucarest nel 1913, con il suo vero nome;
- Revista ortodoxă a Bucarest, 1913, 1914;
- Lumina Nouă a Bucarest, 1913;
- Căminul nostru a Bucarest;
- Viața literară a Craiova (1926);
- Curentul a Bucarest, tra il 1928 e il 1929;
- Cosânzeana a Orăștie (1913-1926);
- Revista politică și literară a Blaj;
- Klingsor a Brașov;
- Gândirea a Cluj, n. I (1921-1922) e per tutto il periodo successivo al suo trasferimento a Bucarest (1923-1944) quando subentrò alla direzione dopo Cezar Petrescu;
- Calendarul, 24 gennaio 1932;
- Sfarmă-Piatră, tra il 1936-1938;
- Porunca vremii, per due mesi nel 1938 (due mesi);
- Buna Vestire;
- Cartea vremii;
- Drumul drept, no. X (1915);
- Flacăra a Iasi, no. V (1915-1916), 1921-1922;
- Lamura, tra il 1919-1920;
- Dacia, tra il 1918-1920.
- România Nouă, 1920;
- Transilvania, no. 3 (luglio 1920), n. 10 (ottobre 1920);
- Cuget Românesc, no. I (1922);
- Ideea europeană;
- Spicul;
- Revista critică;
- Cuvântul (fondata insieme a Cezar Petrescu, Pamfil Șeicaru, Victor Ion Popa), tra il 1924 e il 1926.
- Rampa, tra il 1926-1928;
- Revista Fundațiilor Regale, nr. 1 (gennaio 1941);
- Telegraful român a Sibiu, tra il 1944 e il 1945, con lo pseudonimo di Victor Mărginaș;
- Glasul patriei, tra il 1962 e il 1968.

## Traduzioni
- Verhaeven, Belgia insangerata, Bucarest, 1916.
- Rabindranath Tagore, Sadhana. Calea desăvârșirii, 1922.[26]

## Onorificenze
- Vincitore del Premio Nazionale di poesia (1930).
- Laurea honoris causa all'Università di Vienna (1940).